# Adriaen Coorte

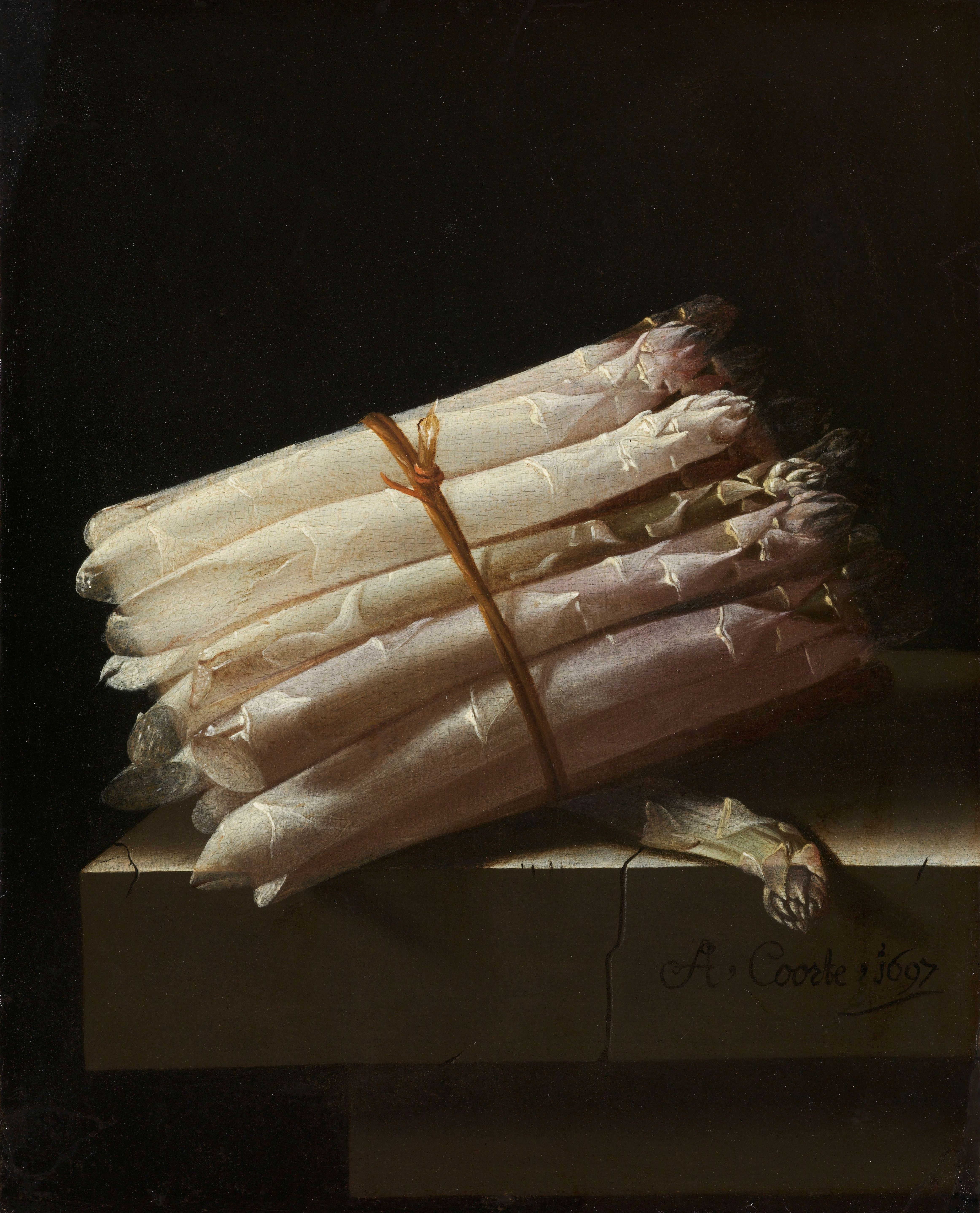
Adriaen Coorte: Stillleben mit Spargelbund, 1697, Rijksmuseum Amsterdam

Adriaen Coorte (* um 1665; † nach 1707), auch Adrian Coorte oder Adriaen Corte, war ein niederländischer Maler des Barock. Über das Leben des auf Stillleben spezialisierten Künstlers ist nur wenig bekannt. Coorte geriet nach seinem Tod fast 200 Jahre nahezu in Vergessenheit. Sein Werk fand erst im 20. Jahrhundert Eingang in öffentliche Sammlungen. Vermutet wird eine Ausbildung Coortes bei Melchior de Hondecoeter in Amsterdam. Danach arbeitete er als Maler zwischen 1685 und 1707 in der Gegend von Middelburg. In seinem Frühwerk finden sich Darstellungen mit Vögeln und einige Vanitas-Gemälde. In den späteren Bildern wählte Coorte bevorzugt Beerenobst, Spargel oder Muscheln für seine Stillleben. Hierbei beschränkte er sich meist auf einige wenige Gegenstände, die durch eine besonders naturnahe Darstellung gekennzeichnet sind. Zwei Drittel seiner Arbeiten entstanden zunächst auf Papier und wurden später auf Holz oder Leinwand übertragen, eine Technik, die zu Lebzeiten des Künstlers nur selten Verwendung fand.

## Leben

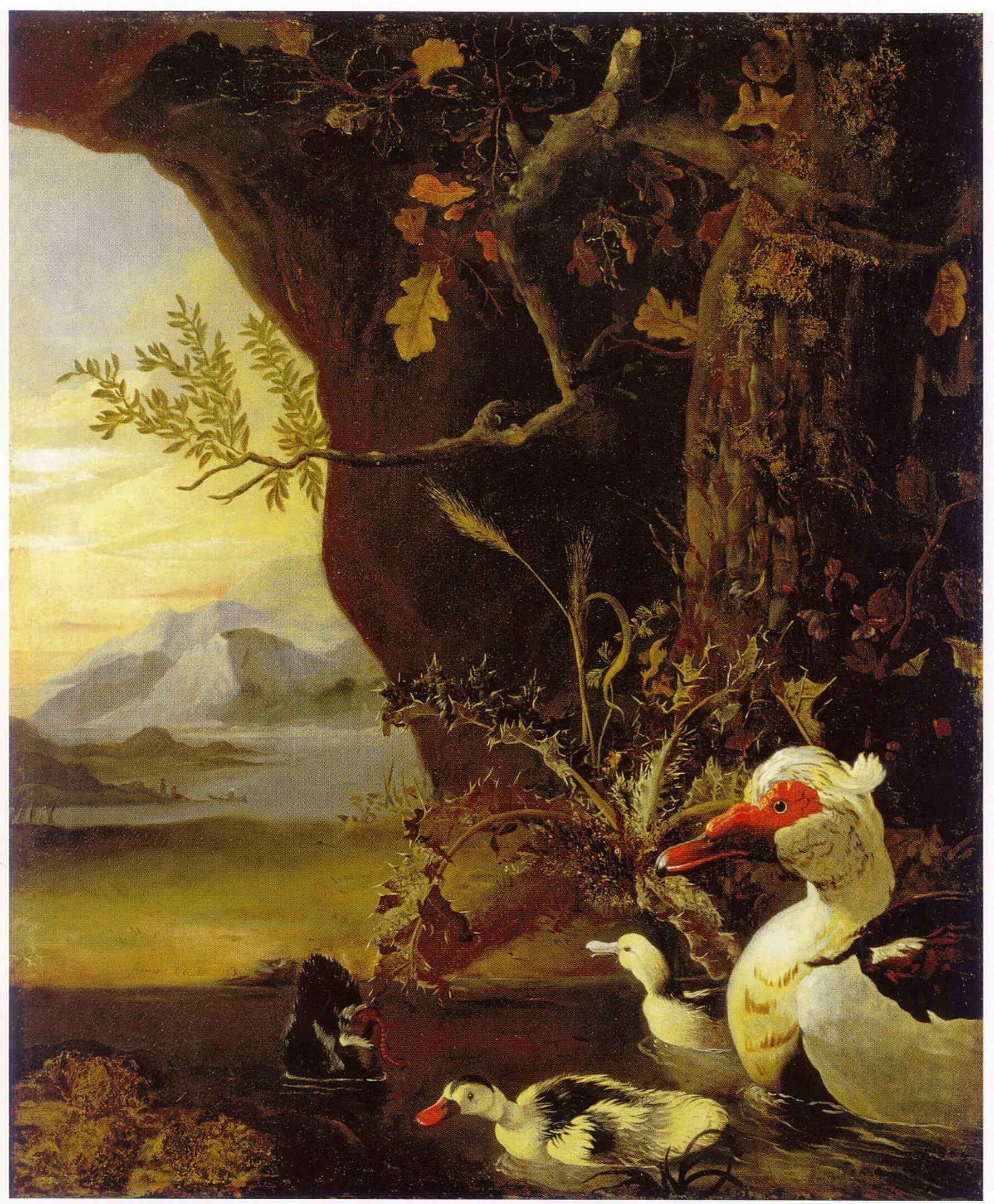
Berglandschaft mit Enten, 1683, Privatsammlung

Über das Leben von Adriaen Coorte ist nahezu nichts bekannt. Es existieren weder Angaben zu Geburtsort und -datum noch Informationen über den Zeitpunkt und Ort seines Todes. Ebenso fehlen jegliche Hinweise über seinen familiären Hintergrund. Die erste bekannte urkundliche Erwähnung Coortes ist in den Büchern der Lukasgilde der niederländischen Stadt Middelburg für das Jahr 1695 oder 1696 vermerkt. Danach verhängte die Gilde der Maler eine Geldstrafe gegen Coorte, da er unerlaubterweise versucht hatte, Gemälde zu verkaufen, ohne der Gilde anzugehören.
Coorte geriet nach seinem Tod fast 200 Jahre nahezu in Vergessenheit und nur wenige Privatsammler kannten seine Bilder. Sein Name erschien in dieser Zeit nur vereinzelt in Verkaufsunterlagen. In der kunstgeschichtlichen Literatur fand Coorte 1881 durch den Franzosen Henry Havard erstmals Erwähnung, 1889 gefolgt durch den niederländischen Architekten Jan Adriaan Frederiks. Beide besaßen Werke von Coorte in ihren Sammlungen und beschrieben seine Arbeiten in Artikeln. 1903 schenkte Arnoldus des Tombe aus Den Haag dem Rijksmuseum Amsterdam Coortes Stillleben mit Spargelbund von 1697, wodurch eine größere Öffentlichkeit Gelegenheit hatte, eines seiner Werke zu betrachten. Der Kunsthistoriker und damalige Direktor des Dordrechts Museum, Laurens J. Bol, veröffentlichte 1952 erstmals einen ausführlichen Artikel über den Maler. Nach einer dem Künstler 1958 im Dordrechts Museum gewidmeten Werkschau, bei der 35 Arbeiten von Coorte gezeigt wurden, veröffentlichte Bol schließlich 1977 eine Monografie über Adriaen Coorte, die ein Werkverzeichnis der bekannten Gemälde einschloss. Anlässlich einer Retrospektive von Coortes Werken 2008 im Mauritshuis in Den Haag erschien ein aktualisiertes und kommentiertes Werkverzeichnis von Quentin Buvelot.
Über das Geburtsjahr von Coorte gibt es verschiedene Annahmen. Ausgehend von der vermuteten Lehrzeit in Amsterdam von 1680 bis 1683 geht der Kunsthistoriker Quentin Buvelot von einem möglichen Geburtsjahr im Zeitraum 1660–1665 aus. Fred G. Meijer vom Rijksbureau voor Kunsthistorische Documentatie gibt als Geburtsjahr „(um) 1665“ an. Auch bei der Herkunft des Malers kommen Kunsthistoriker zu unterschiedlichen Überlegungen. Ein Dokument von 1780 gibt als Coortes Herkunftsort Vlissingen an. Weiter südlich, in den Spanischen Niederlanden, sieht hingegen der Kunsthistoriker Arthur K. Wheelock das Herkunftsgebiet von Adriaen Coorte. Nach den Aufzeichnungen des Kunsthistorikers Abraham Bredius war der Name Adriaen Coorte 1665 in Middelburg erwähnt. Hierbei könnte es sich nach Bredius aber auch um den Vater des Künstlers gehandelt haben. Zudem findet sich ein Johan Coorte 1659 als Mitglied der Gemeinde von Sluis.
Für Coortes Tätigkeit als Maler in der Gegend von Middelburg spricht neben dem Vermerk in den Büchern der Lukasgilde auch die Tatsache, dass seine Gemälde im 18. und 19. Jahrhundert fast ausschließlich in Inventaren und Auktionsunterlagen der Provinz Zeeland vermerkt sind. Vermutet wird Coortes Ausbildung zum Maler bei Melchior de Hondecoeter in Amsterdam von 1680 bis 1683. Das früheste bekannte Werk Coortes, Berglandschaft mit Enten von 1683, ist in Teilbereichen nach Gemälden von de Hondecoeter kopiert. Seine datierten Werke reichen insgesamt bis ins Jahr 1707. Da das bekannte Gesamtwerk des Künstlers nur etwas mehr als 100 Werke umfasst, ist unklar, ob Coorte von der Malerei seinen Lebensunterhalt allein bestreiten konnte, oder ob er noch einen weiteren Beruf hatte. Der früheste Nachweis für die Versteigerung eines Werkes von Coorte stammt vom 3. August 1713. Quentin Buvelot hält es für möglich, dass Adriaen Coorte zu diesem Zeitpunkt noch lebte, da der Tod des Malers in den Auktionsunterlagen nicht vermerkt ist.

## Werk

### Malweise

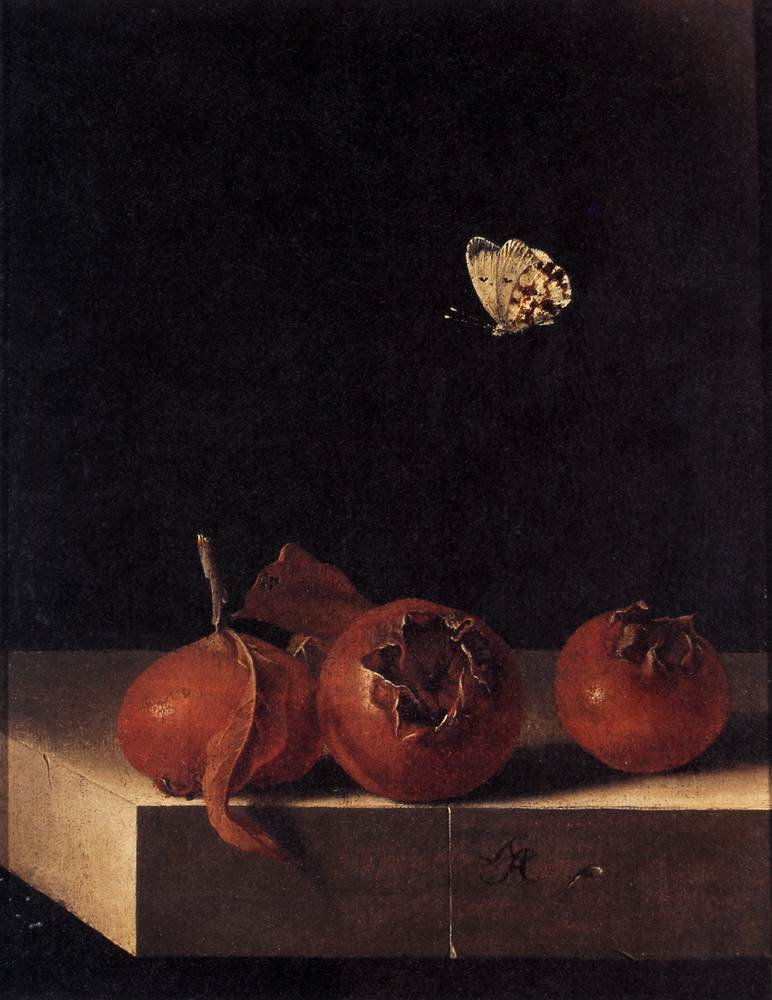
Stillleben mit drei Mispelfrüchten und Schmetterling, um 1696–1700, Privatsammlung

Coorte beschränkte sich bei der Mehrheit seiner Bilder auf die Darstellung weniger Gegenstände. Seine Gemälde zeichnen sich durch eine detailreiche Feinmalerei mit geschickter Beleuchtung aus. Durch eine besonders naturnahe Darstellung wirken die Objekte nahezu realistisch. Gelegentlich finden sich allerdings Schwächen in der Perspektive. Dies wird besonders bei einigen der wiedergegebenen Steintische und Tongefäße deutlich.
Etwa zwei Drittel seiner Stillleben malte Coorte auf Papier. Während des Malprozesses oder direkt nach Fertigstellung fixierte er das Papier auf Holz oder Leinwand. Obwohl heute davon ausgegangen wird, dass Coorte diese Arbeit selbst vornahm, sprechen einige Indizien dafür, dass die Übertragung auf Leinwand oder Holz möglicherweise erst im 18. oder 19. Jahrhundert erfolgte, zumal diese so genannte Marouflé-Technik im 17. und 18. Jahrhundert nur selten Verwendung fand. Bei der Restaurierung des 1693–1695 entstandenen Gemäldes Zwei Pfirsiche mit einem Schmetterling kam nach Trennung des Papiers vom Trägerholz auf der Rückseite des Papiers eine alte Rechnung zum Vorschein. Möglicherweise benutzte Coorte auch bei anderen Gemälden Altpapier als Malgrund. Bei der Restaurierung dreier weiterer Bilder im Jahr 2007 konnten zudem kleine Löcher im Papier entdeckt werden, die auf die Fixierung des Papiers während des Malprozesses schließen lassen.

### Motive

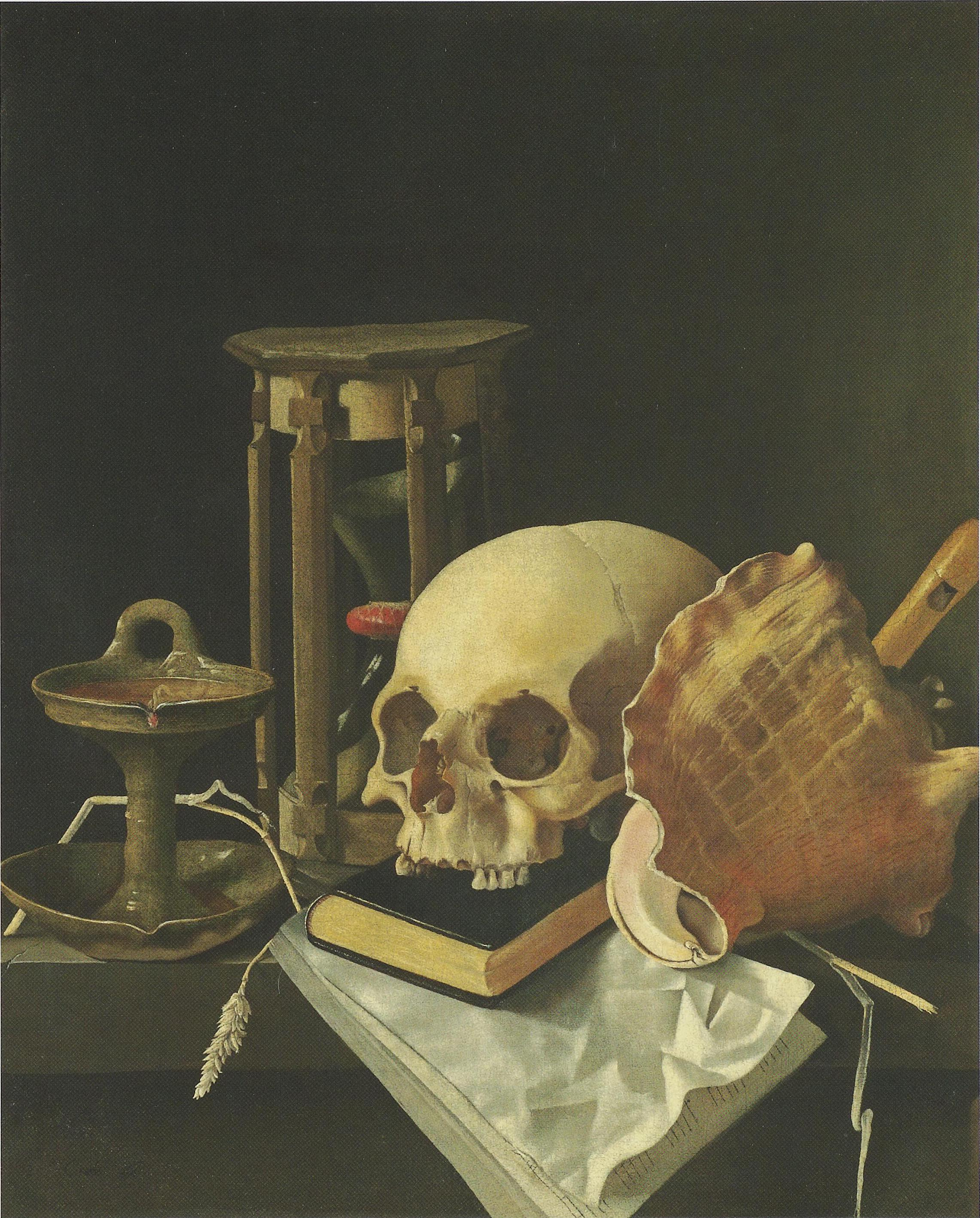
Vanitas-Stillleben, 1686, Privatsammlung

Coortes bekanntes Œuvre ist mit etwas mehr als 60 signierten Werken relativ klein. Zusammen mit einigen nur noch aus älteren Beschreibungen bekannten Bildern kam Bol in seinem Werkkatalog von 1977 auf insgesamt 109 Arbeiten des Künstlers. Die Bilder sind meist datiert und stammen aus den Jahren 1683 bis 1707, wobei die Mehrzahl zwischen 1696 und 1705 entstand. All diese Bilder zeigen Stillleben, fast ausnahmslos mit Früchten, Gemüse, Muscheln oder aber einige Vanitas-Stillleben vor einem dunklen Hintergrund.
Zu den Ausnahmen gehören drei Frühwerke mit Geflügelmotiven in einer Landschaft. Neben dem Coorte zugeschriebenen und auf 1682/1683 datierten Gemälde Eine Henne mit Küken gehören zu dieser Gruppe die vom Künstler mit der Jahresangabe 1683 versehenen und signierten Werke Berglandschaft mit Enten und Pelikan und Enten in einer Berglandschaft, die beide in Teilbereichen von Melchior de Hondecoeter übernommene Motive aufweisen. So finden sich der Pelikan und drei Enten aus de Hondecoeters um 1680 entstandenen Gemälde Die schwimmende Feder (Rijksmuseum Amsterdam) nahezu unverändert in Coortes Bild Pelikan und Enten in einer Berglandschaft wieder. 1699 griff Coorte erneut auf das Landschaftsmotiv als Bildhintergrund zurück und nahm hierbei wiederum ein Motiv von de Hondecoeter als Vorbild. Im Stillleben mit Spargelbund, einem Zweig Stachelbeeren, einer Schüssel Erdbeeren und einem Wiedehopf im Hintergrund ist der Wiedehopf eine Kopie aus de Hondecoeters Vögel in einem Park von 1686 (Rijksmuseum Amsterdam).
Zum Frühwerk des Künstlers gehören weiterhin drei bekannte Vanitas-Stillleben, die zwischen 1686 und 1688 entstanden. Das Thema Vergänglichkeit – typisch für niederländische Barockstillleben – thematisierte Coorte in diesen Bildern durch Hinzufügung symbolhafter Gegenstände. In dem auf 1686 datieren Vanitas-Stillleben (Privatsammlung) finden sich beispielsweise ein Totenschädel und ein Stundenglas. Zusätzlich weist eine Öllampe auf die verrinnende Zeit hin. Im Vanitas-Stillleben von 1687 ist es neben einem Schädel eine Kerze, die auf die Endlichkeit des Lebens deutet. Das Vanitasstillleben in einer Nische von 1688 weist wiederum Schädel und Öllampe auf. Hier fügte der Maler darüber hinaus eine Taschenuhr als Symbol der ablaufenden Zeit hinzu. Weitere Requisiten wie eine Pfeife oder eine Tanzmeistergeige stehen für die Flüchtigkeit des Rauches beziehungsweise die schnell verklingende Musik, beides ebenfalls Hinweise auf die vergehende Zeit.
Coortes Stillleben sind häufig auf einer Ecke eines Sockels oder einer Platte aus Stein arrangiert, teilweise zeigt er sie in einer Nische. Solche Steinplatten – auch Fenstersimse – nutzten vor Coorte bereits niederländische Künstler wie Pieter Claesz oder Karel Slabbaert als Standfläche ihrer Stilllebenobjekte. Der Stein bei Coorte ist oftmals mit einer Kerbe oder einem Riss versehen, wodurch das Thema Vergänglichkeit der Stilllebenmotive noch unterstrichen wird. Die Kante des Steins nutzte er zudem bevorzugt als Platzierung für seine Signatur, die mal als A. Coorte, mal nur mit AC vorkommt.

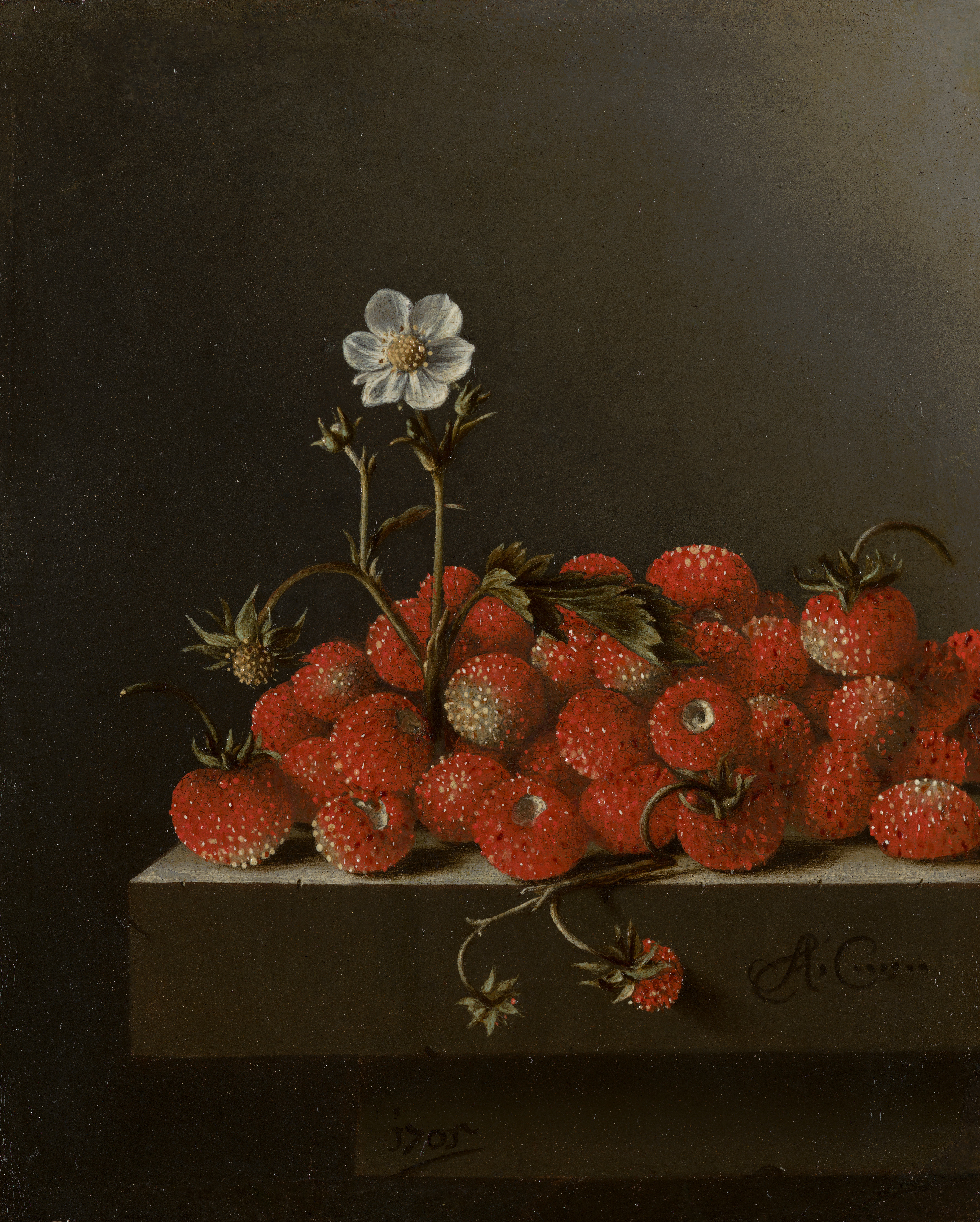
Stillleben mit Erdbeeren, 1705, Mauritshuis, Den Haag

Im Gegensatz zu den komplexen Blumen- und Früchtekompositionen seiner zeitgenössischen Malerkollegen, etwa die in Middelburg tätigen Ambrosius Bosschaert oder Balthasar van der Ast, wählte Coorte in seinen Bildern eine Reduzierung auf wenige Objekte und zeigt eher eine motivische Verwandtschaft zu den Arbeiten spanischer Maler wie Juan Sánchez Cotán oder Francisco de Zurbarán. Seinen möglichst einfach arrangierten Stillleben fehlt häufig jegliches schmückende Beiwerk. So zeigt etwa Coortes kleinstes ausgeführtes Werk, das nur postkartengroße Stillleben mit zwei Walnüssen, die beiden Nüsse ungefähr in Originalgröße und ansonsten nur die Steinplatte als Untergrund.
Auffallend ist die Wiederholung bestimmter Motive. An Gemüse findet sich in seinem Werk neben einigen Artischocken ausschließlich Spargel. In nicht weniger als 13 Bildern taucht dieser stets zu einem Bündel zusammengefasst auf. Noch häufiger gibt Coorte Erdbeeren in seinen Bildern wieder, ein Motiv, das er möglicherweise zuvor auf Bildern von Jan Jansz van de Velde (* 1620) gesehen hatte. Die meisten Darstellungen von Erdbeeren in Coortes Bildern zeigt er in einer Schale aus Ton, in drei Motiven eindeutig chinesischer Herkunft. Diese Schalen sind überreich gefüllt und häufig mit einem Blütentrieb einer Erdbeerpflanze versehen. Teures Porzellan oder Gefäße aus Silber fehlen im Werk Coortes ebenso wie kostbare Gläser. Dies wird umso deutlicher im Vergleich von Coortes Bildern zu möglichen Vorbildern seiner Sujets. So finden sich ein Spargelbund und eine Schüssel mit Erdbeeren auch in einem Gemälde von Isaac van Duynen, der diesen Früchten jedoch einen kostbaren Glaspokal beifügte (Michaelis Collection, Kapstadt). Große Übereinstimmungen gibt es zudem zwischen dem Frühstücksstillleben von Pieter Claesz von 1636 (Museum Boijmans Van Beuningen, Rotterdam) und dem Frühstücksstillleben von Coorte aus dem Jahr 1697. In beiden Bildern ist neben einem Brötchen ein in kleine Stücke zerlegter Fisch auf einem Teller sowie ein Glasgefäß zu sehen. Während Coortes Glas sehr einfach ausgeführt ist und kaum aus dem Halbdunkel heraustritt, weist das Glas von Claesz aufwändige Verzierungen auf und steht im direkten Licht. Noch auffälliger ist der Unterschied bei den beiden Tellern: Coorte wählte einen einfachen Holzteller, wohingegen bei Claesz der Fisch auf einem Silberteller liegt. Zudem drapierte Claesz sein Stillleben auf einem Tisch mit weißer Decke statt auf einer schlichten Steinplatte.

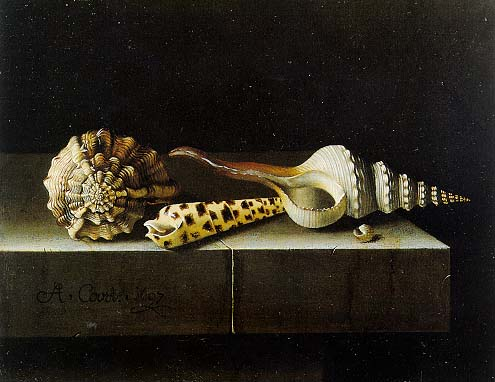
Stillleben mit Muscheln, 1697, Privatsammlung

Weitere Früchte in Coortes Bildern sind Trauben, Stachelbeeren, Kirschen, Pfirsiche, Aprikosen, Johannisbeeren, Orangen und Mispeln. Hingegen fehlen Äpfel und Birnen in seinen Gemälden. Neben dem Walnussmotiv malte Coorte auch Bilder mit Haselnüssen oder Kastanien. Gelegentlich taucht in den Früchtestillleben ein Schmetterling auf, in einem Bild fügte er eine Libelle hinzu. Diese Insekten haben möglicherweise eine allegorische Bedeutung und könnten für Wiedergeburt, Unsterblichkeit oder Auferstehung stehen. Sieben Gemälde Coortes sind dem Muschelmotiv vorbehalten. Nur in einem dieser Bilder ist eine Glänzende Mondschnecke (Euspira nitida) zu sehen, wie sie auch in seiner Heimat Zeeland an der Nordsee zu finden ist. Alle anderen Muscheln sind Importe, wie sie mit der Niederländischen Ostindien-Kompanie oder der Niederländischen Westindien-Kompanie in die Niederlande kamen und dort für hohe Preise Einzug in Wunderkammern und andere Sammlungen fanden. Diese Kostbarkeiten malte vor Coorte um 1630 bereits Balthasar van der Ast und im Werk Rembrandts sind Radierungen mit solchen Muschelmotiven ebenfalls vorhanden. Zu Coortes Lebzeiten hatte aber vor allem eine Serie von 38 Radierungen des Kupferstechers Wenzel Hollar weite Bekanntheit, die detailgenau Muscheln vor schlichtem weißem Hintergrund zeigen.

## Rezeption
Nachdem das Rijksmuseum Amsterdam 1903 als erstes Museum ein Gemälde von Coorte in seiner Sammlung aufweisen konnte, dauerte es fast 80 Jahre, bis Schriftsteller sich mit dem Werk des Malers auseinandersetzten. Gleich zwei niederländische Autoren zeigten sich 1981 als Bewunderer von Coortes Arbeiten. So widmet Hans Faverey in Lichtval Adriaen Coorte ein Gedicht und geht hierin auf Gemälde mit Muschel- oder Erdbeermotiven ein, um schließlich seine Stilllebengedanken mit der Zeile „de toekomst bleef even onveranderlijk als nu.“ (sinngemäß Die Zukunft bleibt ebenso unveränderlich wie das Jetzt) zu umschreiben. Ed Leeflang nennt Coorte in seinem Gedichtband Bewoond als ik ben „De schilder van asperges en frambozen“ (Den Maler von Spargel und Himbeeren), obwohl es sich in Coortes Bildern nicht um Himbeeren, sondern um Erdbeersorten des 17. Jahrhunderts handelt.